# Grupo ZAP
O Grupo ZAP (anteriormente Grupo ZAP Viva Real) é uma holding brasileira fundada em novembro de 2017 como resultado da fusão dos portais de classificados de imóveis ZAP e VivaReal, os maiores do mercado brasileiro. Desde de 2020, pertence ao Grupo OLX Brasil, após este comprá-la do Grupo Globo por R$ 2,9 bilhões.
A holding é presidida por Lucas Vargas e conta com Eduardo Schaeffer (antigo CEO do ZAP) e o estadunidense Brian Requarth (um dos fundadores do VivaReal) como copresidentes do Conselho Administrativo.
Fazem parte do Grupo ZAP as empresas: ZAP, Viva Real, suahouse, Geoimóvel, Datazap e Sub100 sistemas.
O grupo tem sede em São Paulo e escritórios em outras 26 cidades brasileiras.